# 田辺莉咲子
田辺 莉咲子（たなべ りさこ、1998年〈平成10年〉1月14日 - ）は、日本のスポーツタレント、フィットネストレーナー、パルクールアーティスト。エイベックス・マネジメント所属。愛知県出身。

## 経歴
2008年（平成20年）10才のときに『マーチング＆バトンワリング全国大会』で優勝。2004年の6才からバトントワリングを始める。
家の生活をラクさせるため学校前にアパレルの仕⼊れ作業、放課後に居酒屋、その後コンビニで廃棄弁当をもらって、別の居酒屋で閉店作業。朝のアルバイトまで低額のジムに通い、体を鍛え、シャワー代を浮かした。タオル代を浮かすためバイト先の洗濯機を貸してもらった。
2013年（平成25年）15才のときに『バトンワリング大会』で優勝。2015年でバトンの競技生活を終える。
地元の高校を卒業後、名古屋市でパーソナルトレーナーとして就職する。世界中の人に感動と体を動かす喜びを伝える渡辺直美に憧れ、東京に上京。自分を飾らず人にエネルギーを発信したいと当時入居者を募集していた恋愛リアリティ番組『テラスハウス』のホームページから応募し、合格。
2019年（平成31年）4月より、『テラスハウス』に出演（同年10月まで）。エイベックス・マネジメントに所属する。
2020年（令和2年）12月、田辺がセレクトするコンピレーションアルバム『FITNESS NOW』をリリース。トレーニングの時に聴いてほしい洋楽18選が収録。
2021年（令和3年）1月、初のスタイルブック『RISAKOʼs RULE～HAPPYをつくるトレーニングとライフスタイル』を出版。『美BODYのヒミツを公開！昨日よりキレイな自分に』をキャッチコピーとした女性が憧れるプロポーション、可愛いビジュアルの作り方が分かる144ページ。デイリールーティンを公開しながら、部位ごとのボディメイクの秘訣、ジムでのメイク、ファッション、健康レシピを紹介。予約販売の段階でAmazonランキング3位のランクインした。
これまでエイベックスのアカデミーで現役モデルやアーティストに向けたフィットネスプログラムを考案し、実際にレッスンを行っている。さらにパルクール選手として日本選手権にエントリーし、「スポテイナーJAPAN」に出演するなどフィットネスを広めるために活動。こうした実績が認められ、2021年1月『ReebokONE』アンバサダーに就任した。
2023年（令和5年）名古屋市自転車安全利用アンバサダーに就任。

## 人物
- 尊敬する人は渡辺直美[8]。体一つで多くの人を魅了する生き方を尊敬している。将来の夢は世界の舞台で共演すること[1]。
- 趣味は筋肉トレーニング。「筋トレは心も体も裏切らない。やればやるだけ自分に自信がついてくる」と番組内で話している[1][9]。
- 特技は棒術（XMA=アクション武術）、バトントワリング（競技生活11年）、パルクール、クロスフィット、アクロバット、バレエ、卓球、けん玉[2]。懸垂20回、バク転や宙返りが得意[13]。
- 健康ヘルシー料理が得意。ほぼ毎日自炊をして自身のInstagramに投稿している[1]。
- イラストが得意で写真やシューズに絵を描く[1]。
- スヌーピーの言葉が好き。「I don’t have time to worry about who doesn’t like me.I’m too busy loving the people who love me.」。日本語訳は「悪口を言ってる暇はない。僕は好きな人を大好きでいるために忙しいから」[14]
- お笑い好き。特にかまいたち推し[13]。
- フィットネストレーナーになった動機は、小さい事がコンプレックスで制限をかけている人に、田辺が小さくてもトレーニング（スタイル）やスポーツを楽しんでいる姿をみせてエネルギーになれたらいいなあと思った[13]。
- ⽗の従兄弟で、戦場カメラマンの渡部陽一[1]。
- 愛犬家。パグを飼っている[14]。
- 元AKB48の前田敦子に顔も声も低身長も似ていると言われることが多い[1]。
- 環境問題や動物愛護にも力を入れている。

## 資格
- バトントワリングスポーツ検定1級[1]
- プロテイン検定[1]
- ランニング食学検定1級[1]
- 全米ヨガアイランスRYT200[1]
- 骨格診断ファッションアナリスト1級[1]

## 逸話
- 幼少期、貧困生活を強いられていた。基本、毎日の⾷べ物は天かす。父が店長をするうどん屋で出た天かすを口にして生き延びていた。トイレットペーパーは節約のため近所に行って拾い集めた落ち葉。電⼦レンジ代を浮かすため、冷凍ご飯を冷凍のまま⾷べていた。テレビはあってもテレビをつけない、エアコン扇風機は使わない、電気をつけて良いのは日が沈み真っ暗になってからというのが田辺のルールだった[1]。
- ⼩学⽣時は好きで食べていたから堤防のツクシを茹でて空腹を満たしていた。さらにスイカの種からスイカができるなら、自分の爪を土に植えれば空腹をしのげるのでは？と自身の切った爪を育てていた[1]。
- ⾐類は⾷器⽤洗剤で洗濯。うどん屋をやっていたので、⾷器⽤洗剤はあって、家の洗濯物は⾷器⽤洗剤で洗っていた[1]。
- ⼈の家の⾬樋から出る⽔で頭を洗っていた[1]。
- 使ったティッシュペーパーは⼲して再利⽤。⼀度使ってまだ綺麗なティシュは⼲してもう⼀回使う[1]。
- シャンプーリンスはほぼ⽔。使い終わったボトルに⽔を⼊れてずっと使う。もちろん泡は立たない。使用時はワンプッシュだけ︕が田辺の掟[1]。
- 祖母が買ってくれる食パンが1番のご馳⾛だった。スーパーで⼀番安くて、さらに半額になった薄い⾷パンを買って、それを家で また薄くカットして枚数を倍にして⾷べ、たまに薄くない⾷パンを買ってくれるときは至福の時間だった[1]。
- ⾷欲が我慢できないときは動きまくって疲れさせて寝る︕ことに徹した。自分が節約するためにそうして食べていた[1]。
- 靴がボロボロになっても裁縫で修復。何度も裁縫で直していると靴底はボロボロに剥がれてしまい針が刺さらなくなり怪我をすることは日常。最終的にはなくなく悩みに悩んでボンドを購⼊して直していた[1]。
- 学生時代、制服の中はパジャマ。指定されたインナーを買うお⾦がなかったので仕方なく寒さをしのぐ服を重ね着していた[1]。
- バレンタインのラッピングを再利⽤。友達からもらったバレンタインのラッピングを保管して翌年のバレンタインで使い回す[1]。

## 書籍
- 初スタイルブック『RISAKOʼs RULE～HAPPYをつくるトレーニングとライフスタイル』（宝島社、2021年1⽉14⽇）　ISBN 978-4299005700
- 田辺莉咲子写真集『SMILE makes HAPPY』週プレ PHOTO BOOK（集英社、2021年11月8日）　ASIN B09L4H8TTD[15]

## CD
- 田辺莉咲子セレクトのコンピレーションアルバム『FITNESS NOW』（エイベックス、2020年12月4日）

## 出演

### テレビ
- 『TERRACE HOUSE TOKYO 2019-2020』（フジテレビ・Netflix）[2]
- 『スポテイナーJAPAN』（テレビ朝日・ABEMA） - レギュラー出演
- 『人生が変わる1分間の深イイ話』（日本テレビ）[16]
- 『ゼロイチ』（日本テレビ）
- 『ストイック⼥⼦』（BS-TBS）[2]

### インターネット放送
- 『ABEMA Prime 』（ABEMA） - ⽔曜アシスタント兼コメンテーター
- 『世界バンタム級 4 団体王座統⼀戦直前番組 MONSTER 井上尚弥を語り尽くす』（dTV）
- ボクシング番組「PXB」（ひかりTV） - レギュラー出演・インタビュアー&レポーター
- 『お尻を極めれば痩せる!?~1ヶ月ベルフィークイーン決定戦』（ABEMA）[2]

### イベント
- BreakingDown（5回[17]・5.5回[18]・6.5回[19]・7回[20]・7.5回[21]・8回[22]） - インタビュアー&レポーター
- K-1 Krush - ゲスト解説

### CM
- OCNモバイルONE （2019年3⽉〜9⽉）
- アルペンスポーツデポ（2019年11⽉〜12⽉）
- Fスマートウォッチ（2019年10⽉〜12⽉）

### 広告
- Reebok - アンバサダー契約（2021年2⽉〜2022年12⽉）[10]
- アスクレピオス製薬サプリメント「B.B.B.」
- ウィルキンソン タンサン レモン[23]
- C COFFEE

### 雑誌
- VOCE（講談社）
- MORE（集英社）
- ViVi（講談社）
- with（講談社）
- smart（宝島社）
- JELLY（ぶんか社）
- Tarzan（マガジンハウス）

他多数

### その他
- 名古屋ウィメンズマラソン - オープニングワークアウトコーチ
- ニューバランス×アルペン名古屋ウィメンズマラソン直前決起集会ワークアウトコーチ
- エイベックス・アーティストアカデミー - トレーナー